# Osinda, vizio e peccato
Osinda, vizio e peccato, o La condanna, (Osânda) è un film del 1976 diretto da Sergiu Nicolaescu.